# Sekihōtai
Le Sekihōtai (赤報隊) est un groupe armé japonais constitué en 1868, juste après la bataille de Toba-Fushimi, pendant la guerre civile connue sous le nom de Bakumatsu.
À l'avant-garde de l'armée révolutionnaire se dirigeant vers Edo, la première division de Sekihōtai, menée par Sōzō Sagara, joue un rôle prépondérant à la fois grâce à sa connaissance des fiefs locaux et au soutien qu'elle apporta.
La première division remonte la route de Tōsan en déclarant une réduction des impôts de moitié, s'appuyant sur les promesses du gouvernement Meiji.
L'histoire du Sekihôtaï a été reprise par plusieurs auteurs de manga notamment dans Kenshin le Vagabond, dans lequel apparaît brièvement le capitaine Sagara.